# Kasteel van Ossel

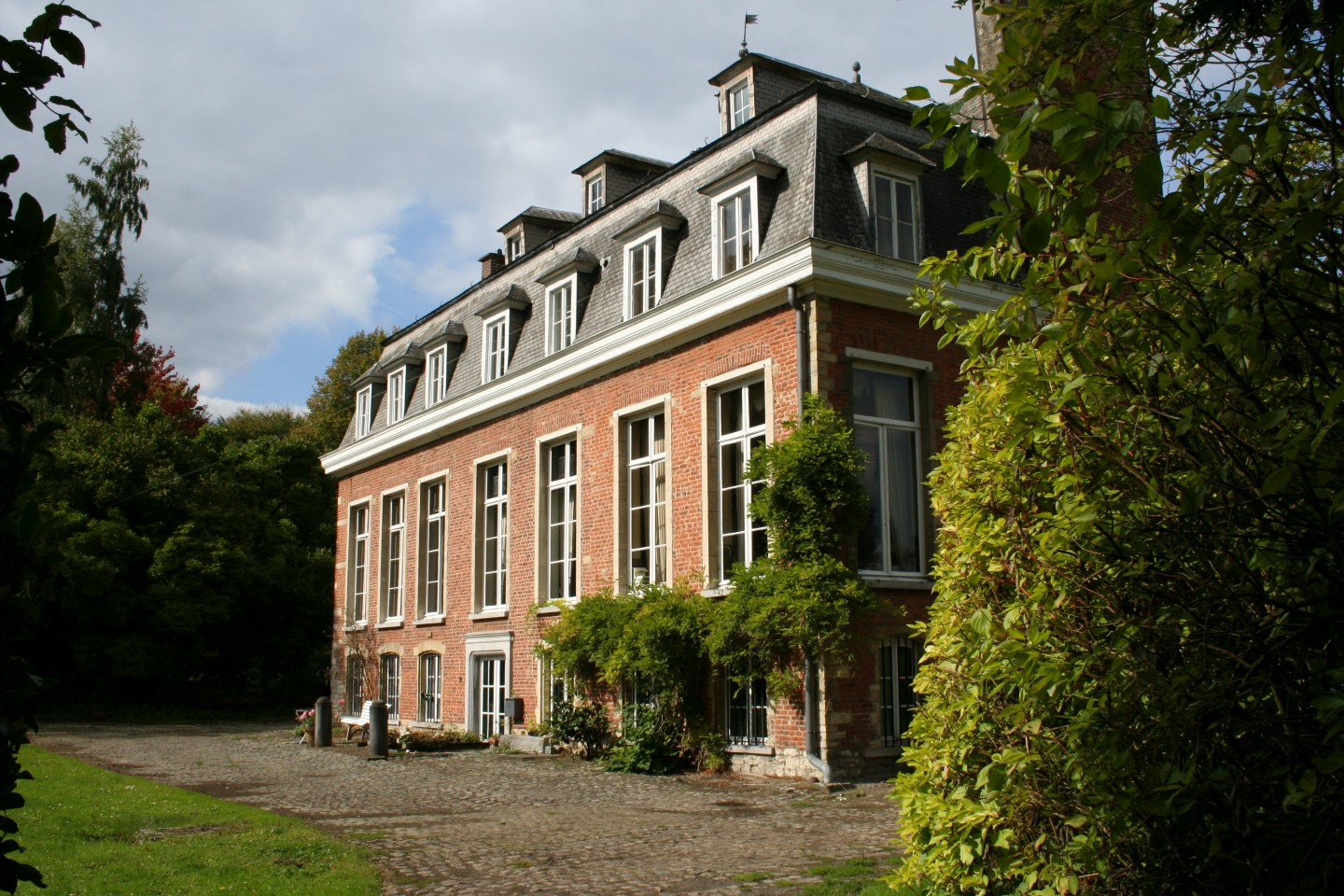
Kasteel van Ossel

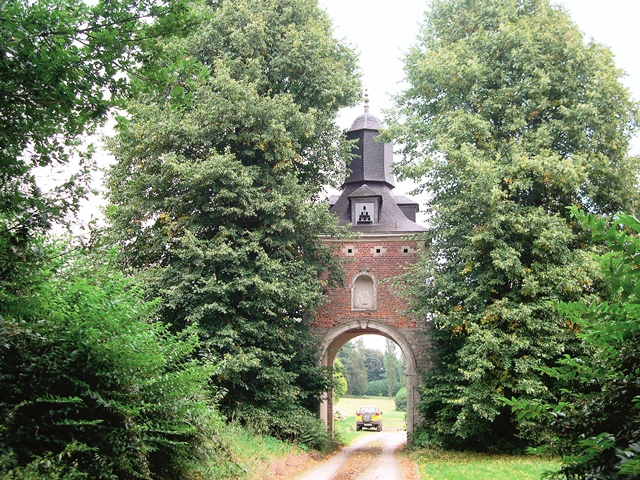
Poortgebouw

Het Kasteel van Ossel (ook: Hof ter Logien) is een kasteel in de tot de Vlaams-Brabantse gemeente Merchtem behorende plaats Ossel, gelegen aan de Poverstraat 11.

## Geschiedenis
Hier stond een hoeve die in 1705 werd gekocht door Josse-Hubert van de Vyvere, meier van Brussegem. Deze liet de woonvleugel van de boerderij verbouwen tot een buitenhuis (huis van plaisantie), feitelijk een voornaam huis onder mansardedak met vele dakkapellen. Daarnaast was er een poortgebouw annex duiventoren, vermoedelijk uit dezelfde tijd. In 1738 liet hij een 170 meter lange dreef aanleggen van het kasteeltje naar de kerk.
Ten noorden van het kasteeltje werd een tuin aangelegd. In 1764 werd het domein aangekocht door Willem van Haren. In 1767 verkocht hij het landgoed weer en in 1768 pleegde hij zelfmoord.
In 1821 omvatte het domein 18 hectare en er stonden, naast het kasteeltje, diverse bijgebouwen op. In 1851 kwam het domein aan Victor Anne, die later de familienaam Anne de Molina mocht voeren. Deze liet het interieur moderniseren naar ontwerp van Joseph Schadde. Ook ontwierp deze het koetshuis met stallen in neoclassicistische stijl. Er werd een nieuwe fruit- en moestuin aangelegd waar een keur aan fruitsoorten werd geteeld.
De lusthof werd in 1880 nog uitgebreid tot 14 ha. Ook tuinarchitect Édouard Keilig was bij de vormgeving van de tuinen betrokken. Omstreeks 1892 had de tuin de vorm verkregen die ook tegenwoordig nog bestaat.